# Spiniluma
Spiniluma là một chi thực vật thuộc họ Sapotaceae. Chi này có các loài sau (tuy nhiên danh sách này có thể chưa đủ):
- Spiniluma discolor, (Radcl.-Sm.) Friis